# Aeroportul Macon Downtown
Aeroportul Macon Downtown (IATA: MAC, ICAO: KMAC, FAA LID: MAC) este un aeroport din Macon⁠(d), Comitatul Bibb, Georgia, Georgia, Statele Unite ale Americii ce deservește zona Macon⁠(d). A fost numit după zona deservită.
Situat la o altitudine de 133 m, aeroportul dispune de 1 pistă.

## Infrastructură

### Piste
Aeroportul dispune de o singură pistă. Pista 10/28 are suprafața de asfalt și dimensiunile 4.694 picioare × 100 picioare. 